# Teloganodidae
De Teloganodidae vormen een familie van haften (Ephemeroptera).

## Geslachten
De familie Teloganodidae omvat de volgende geslachten:
- Derlethina Sartori, 2008
- Dudgeodes Sartori, 2008
- Ephemerellina Lestage, 1924
- Lestagella Demoulin, 1970
- Lithogloea Barnard, 1932
- Manohyphella Allen, 1973
- Nadinetella McCafferty & Wang, 1998
- Teloganodes Eaton, 1882